# Antraknoza liści topoli

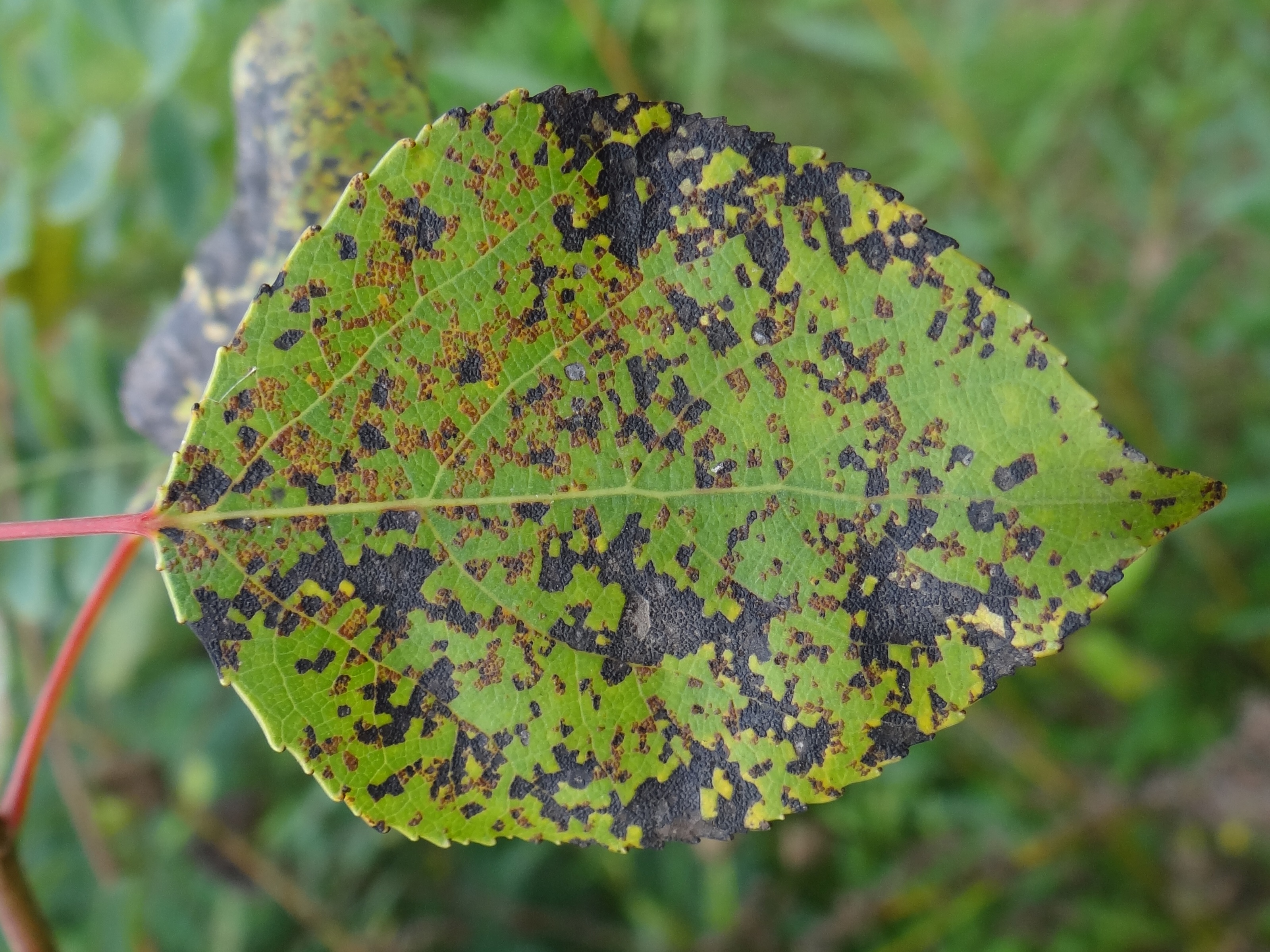
Objawy na górnej stronie liścia topoli

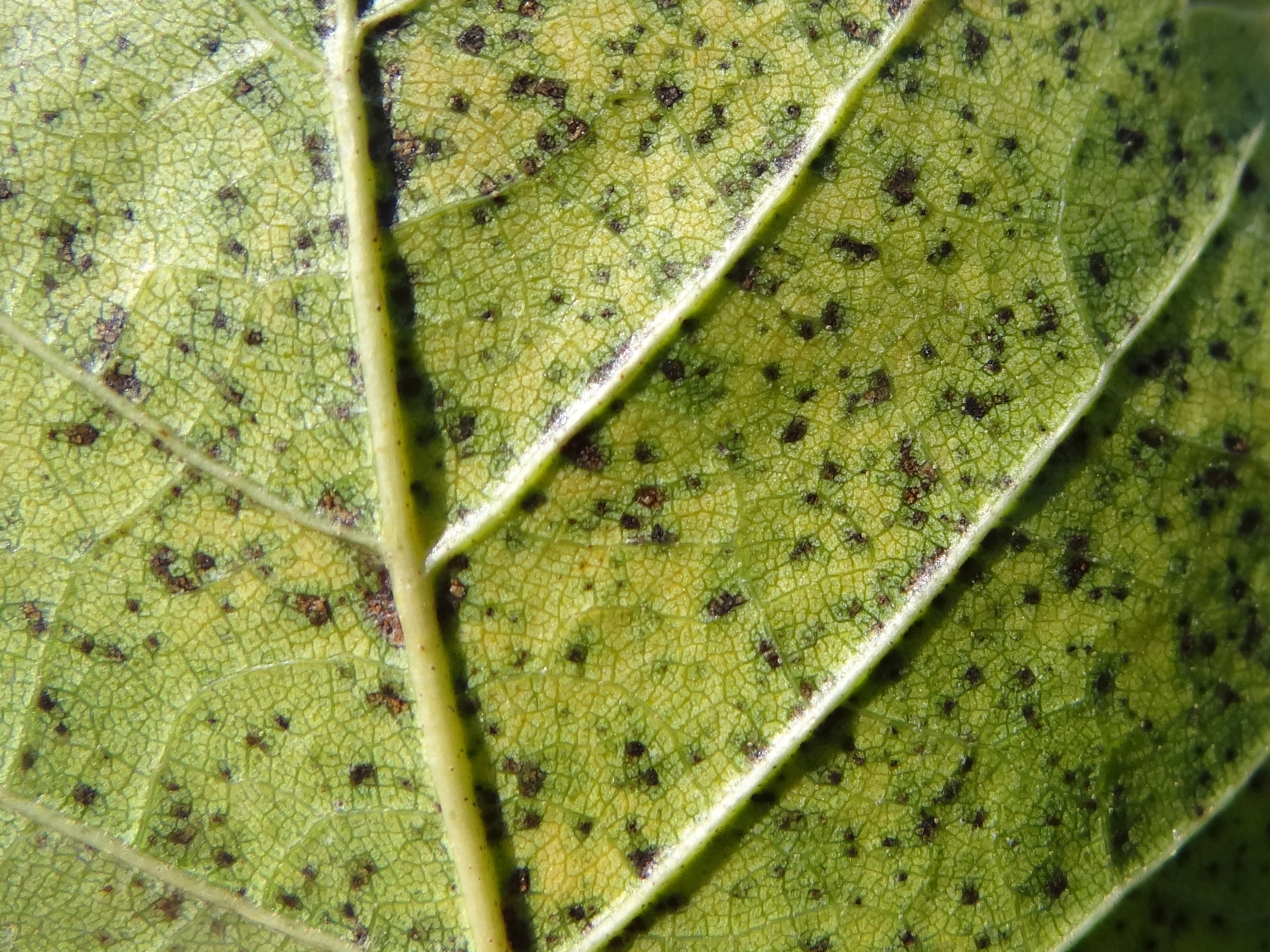
Objawy na dolnej stronie liścia

Antraknoza liści topoli lub zgorzel liści topoli (ang. leaf spot of poplar) – grzybowa choroba różnych gatunków topoli, wywołana przez grzyby z rodzajów Drepanopeziza. Zaliczana jest do grupy antraknoz.

## Występowanie i szkodliwość
Choroba wywoływana jest przez kilka gatunków patogenów z rodzaju Drepanopeziza i ich anamorfy dawniej zaliczane do rodzaju Marssonina: Drepanopeziza populi-albae, Drepanopeziza populorum i Drepanopeziza punctiformis. W Europie jest szeroko rozprzestrzeniona. Powoduje oszpecenie liści, ich przedwczesne opadanie oraz zmniejsza przyrost drzewa. W latach 1965–1970 w zachodniej i południowej Europie miała miejsce epidemia tej choroby.

## Objawy
Objawy pojawiają się zazwyczaj w drugiej połowie lata. Mają postać nieregularnych brązowych plam, czasami z ciemniejszą obwódką. Plamy stają się coraz większe i z czasem zlewają się z sobą. Silnie porażone liście przedwcześnie opadają. W czasie wilgotnej pogody na górnej stronie blaszki liściowej pojawiają się konidiofory z zarodnikami konidialnymi. Mają postać białych wstęg, można je dostrzec przez lupę.

## Etiologia i epidemiologia
Patogeny choroby zimują na opadłych liściach. Wiosną wytwarzają płciowe zarodniki zwane askosporami. Zarodniki te roznoszone przez wiatr dokonują infekcji pierwotnej porażając młode liście topoli. Infekcje pierwotne zazwyczaj nie są rozległe i nie stanowią dla drzew większego zagrożenia. Jednak przy sprzyjającej patogenom pogodzie, to znaczy przy długotrwałych deszczach, na porażonych liściach produkowane są bezpłciowe zarodniki konidialne dokonujące infekcji wtórnych i rozprzestrzeniające chorobę. Infekcje te bywają bardzo rozległe.

## Ochrona
W szkółkach topoli zaleca się usuwanie porażonych pędów, wygrabywanie i niszczenie liści oraz opryskiwanie drzewek fungicydami miedziowymi. Opryskiwanie rozpoczyna się wiosną i ponawia co 2–3 tygodnie. Chroni to topole również przed parchem topoli.